# La Chapelle-près-Sées

La Chapelle-près-Sées este o comună în departamentul Orne, Franța. În 1 ianuarie 2022 avea o populație de 488 de locuitori.